# Emiratet Sicilien
Emiratet Sicilien var en historisk italiensk monarki på Sicilien mellan 948 och 1091. Det bildades sedan det egyptiska fatimidkalifatet hade tillåtit kalbiderna att bilda en ärftlig dynasti och styra ön som ställföreträdare, och varade formellt fram till 1091, då det efter en fyrtioårig period av splittring erövrades av normanderna som bildade Grevskapet Sicilien.